# La course by Le Tour de France 2014
La course by Le Tour de France 2014 est la première édition de La course by Le Tour de France, course cycliste d'un jour disputée en France. Elle fait partie du calendrier de l'Union cycliste internationale en catégorie 1.1.
Cette première édition 2014 s'est déroulée le 27 juillet en lever de rideau de la 21e étape du Tour de France 2014. La course se déroule sur 13 tours de circuit sur les Champs-Élysées à Paris, soit une distance totale de 89,0 km.
La course, organisée par  Amaury Sport Organisation, a été couverte dans 157 pays par 25 chaînes de télévision, dont 23 d'entre elles l'ont diffusée en direct.

## Équipes invitées
| Alé Cipollini Astana BePink Womens Bigla Bizkaia-Durango Boels Dolmans Estado De México-Faren Hitec Products Lotto Belisol Ladies Optum-Kelly Benefit Strategies Orica-AIS Poitou-Charentes.Futuroscope.86 Rabo Liv Women RusVelo Specialized-Lululemon Giant-Shimano UnitedHealthcare Wiggle Honda | Australie Pays-Bas France |

## Classements
Au classement individuel au temps s'ajoutent un classement des sprints et du meilleur jeune. Le classement des jeunes est réservé aux cyclistes nées à partir du 1er janvier 1992. Le classement du sprint est établi par l'addition des points obtenus dans chacun des sprints intermédiaires. Il y a des sprints lors des onze premiers tours, où 5, 4, 3, 2 et 1 points sont attribués pour les cinq premières coureuses.
|    | Cycliste         | Pays       | Équipe                          |    | Temps           |
| -- | ---------------- | ---------- | ------------------------------- | -- | --------------- |
| 1  | Marianne Vos     | Pays-Bas   | Rabo Liv Women                  | en | 2 h 00 min 41 s |
| 2  | Kirsten Wild     | Pays-Bas   | Giant-Shimano                   | +  | 0 s             |
| 3  | Leah Kirchmann   | Canada     | Optum-Kelly Benefit Strategies  |    | 0 s             |
| 4  | Lisa Brennauer   | Allemagne  | Specialized-Lululemon           |    | 0 s             |
| 5  | Shelley Olds     | États-Unis | Alé Cipollini                   |    | 0 s             |
| 6  | Coryn Rivera     | États-Unis | UnitedHealthcare                |    | 0 s             |
| 7  | Jolien D'Hoore   | Belgique   | Lotto Belisol Ladies            |    | 0 s             |
| 8  | Emma Johansson   | Suède      | Orica-AIS                       |    | 0 s             |
| 9  | Simona Frapporti | Italie     | Astana BePink Womens            |    | 0 s             |
| 10 | Roxane Fournier  | France     | Poitou-Charentes.Futuroscope.86 |    | 0 s             |

|   | Cycliste          | Pays        | Équipe                | Points |
| - | ----------------- | ----------- | --------------------- | ------ |
| 1 | Marta Tagliaferro | Italie      | Alé Cipollini         | 32     |
| 2 | Alena Amialiusik  | Biélorussie | Astana BePink Womens  | 25     |
| 3 | Audrey Cordon     | France      | Hitec Products        | 16     |
| 4 | Ellen van Dijk    | Pays-Bas    | Boels Dolmans         | 13     |
| 5 | Chantal Blaak     | Pays-Bas    | Specialized-Lululemon | 8      |

|   | Cycliste        | Pays       | Équipe                          | Temps              |
| - | --------------- | ---------- | ------------------------------- | ------------------ |
| 1 | Coryn Rivera    | États-Unis | UnitedHealthcare                | en 2 h 00 min 41 s |
| 2 | Roxane Fournier | France     | Poitou-Charentes.Futuroscope.86 | 0 s                |
| 3 | Elena Cecchini  | Italie     | Estado De México-Faren          | 0 s                |

## Dotations
Au total, 22 500 € sont attribués, 17 000 € pour les 20 premières coureuses de la course. En plus, 3 500 € sont attribués aux trois premières du classement des sprints  et 2 000 € pour les trois meilleures jeunes.
| Position                | 1       | 2       | 3       | 4       | 5     | 6     | 7     | 8     | 9     | 10    | 11-20 | Total    |
| Classement de la course | 6 000 € | 4 000 € | 2 000 € | 1 000 € | 800 € | 700 € | 600 € | 400 € | 300 € | 200 € | 100 € | 17 000 € |
| Classement des sprints  | 2 000 € | 1 000 € | 500 €   | -       | -     | -     | -     | -     | -     | -     | -     | 3 500 €  |
| Classement des jeunes   | 1 000 € | 600 €   | 400 €   | -       | -     | -     | -     | -     | -     | -     | -     | 2 000 €  |